# Hugo Väli
Hugo Väli (Tallinn, 19 juni 1902 – Jekaterinenburg, 1943) was een voetballer uit Estland die speelde als middenvelder gedurende zijn carrière. Hij kwam uit voor JK Kalev Tallinn en Tallinna JK.

## Interlandcarrière
Väli speelde twaalf interlands (één doelpunt) voor de nationale ploeg van Estland in de periode 1923–1925. Hij nam met zijn vaderland deel aan de Olympische Spelen in Parijs, en speelde daar in de voorronde tegen de Verenigde Staten. Estland verloor dat duel met 1-0 door een treffer van Andy Straden, waardoor de ploeg onder leiding van de Hongaarse bondscoach Ferenc Kónya voortijdig werd uitgeschakeld.

## Erelijst
JK Kalev Tallinn
- Landskampioen

1923